# Opoj
Opoj (allemand : Opej , hongrois : Apej) est un village de Slovaquie situé dans la région de Trnava.

## Histoire
Première mention écrite du village en 1266.

## Démographie

### Évolution de la population
| Année:               | 1994. | 2004.   | 2014.    | 2024.    |
| -------------------- | ----- | ------- | -------- | -------- |
| Nombre de personnes: | 788   | 801     | 1028     | 1344     |
| Différence:          |       | +1,64 % | +28,33 % | +30,73 % |

| Année:               | 2023. | 2024.   |
| -------------------- | ----- | ------- |
| Nombre de personnes: | 1335  | 1344    |
| Différence:          |       | +0,67 % |